# Kevenhüll
Kevenhüll ist ein Gemeindeteil der Stadt Beilngries und eine Gemarkung im oberbayerischen Landkreis Eichstätt.

## Lage
Das Kirchdorf liegt östlich des Sulztales, westlich der Weißen Laber und nördlich des Main-Donau-Kanals auf der Hochfläche der südlichen Frankenalb im Naturpark Altmühltal. Vom Gemeindesitz Beilngries aus führt die Kreisstraße EI 21 nach Kevenhüll.
Die Gemarkung Kevenhüll liegt vollständig auf dem Gebiet der Stadt Beilngries. Ihre Fläche beträgt etwa 1407 Hektar. Auf ihr liegen die Beilngrieser Gemeindeteile Kevenhüll und Oberndorf. Die benachbarten Gemarkungen sind Raitenbuch, Mallerstetten, Ottmaring, Beilngries, Biberbach, Plankstetten und Wallnsdorf.

## Geschichte
Eine erste Kunde von „Chebenhüle“ stammt aus der Mitte des 11. Jahrhunderts, denn um 1072 weihte hier der Eichstätter Bischof Gundekar II. eine Kirche. Eine freie Familie Khevenhüller findet 1208 Erwähnung; weitere Nachrichten über diesen Ortsadel fehlen. 1305 kam der Ort nach dem Aussterben der Hirschberger Grafen mit Gebhard VII. in das Hoheitsgebiet des Hochstifts Eichstätt. Den Großteil der Grundherrschaft erwarben die Eichstätter Bischöfe jedoch erst nach und nach. Weitere Kevenhüller Grundherren waren die bayerischen Herzöge und in deren Nachfolge seit 1317 das Deutschordenshaus in Obermässing, die Schenken von Flügelsberg als Ministerialen der Hirschberger Grafen, die Schenken von Geyern zu Stossenberg, die mit den Flügelsbergern verschwägerten Güttinger, die Herrschaft Breitenegg, die Hofmark Erasbach, das Benediktiner-Kloster Plankstetten und seit 1329 das Zisterzienser-Kloster Seligenporten. Des Weiteren gab es bäuerlichen Eigenbesitz. Im Dreißigjährigen Krieg brannten 13 Gehöfte ab. 1745 wurde ein Schulhaus neu gebaut; vermutlich gab es hier bereits in der 2. Hälfte des 16. Jahrhunderts eine Schule mit dem Mesner als Schulmeister. Kevenhüll war auch Sitz einer Ehehaft im Oberamt Hirschberg-Beilngries.
Im Zuge der Säkularisation kam das untere Hochstift, zu dem Kevenhüll gehörte, 1802 an Großherzog Erzherzog Ferdinand III. von Toskana und 1806 an Bayern. 1809 bildete Kevenhüll zusammen mit Oberndorf einen Steuerdistrikt, ab 1811 eine Ruralgemeinde, von der vor 1840 Oberndorf wieder abgetrennt wurde. 1810 gehörte die Gemeinde zum Oberdonaukreis mit der Hauptstadt Eichstätt, ab 1817 zum Regenkreis und der Hauptstadt Regensburg. Ab 1838 war der Bezirk Beilngries und mit ihm Kevenhüll Teil des Kreises Mittelfranken mit der Hauptstadt Ansbach.
1937 wurde eine Flurbereinigung durchgeführt. Die Gemeinde hatte eine Fläche von etwa 775 Hektar. Mit der bayerischen Gebietsreform schloss sich die Gemeinde am 1. Januar 1972 der Stadt Beilngries an. 1973 wurden 323 und 1983 374 Einwohner gezählt, die sich in 28 landwirtschaftlichen Vollerwerbs-, 15 Nebenerwerbs- und zwei Handwerksbetrieben betätigten.

## Katholische Pfarrkirche St. Ulrich

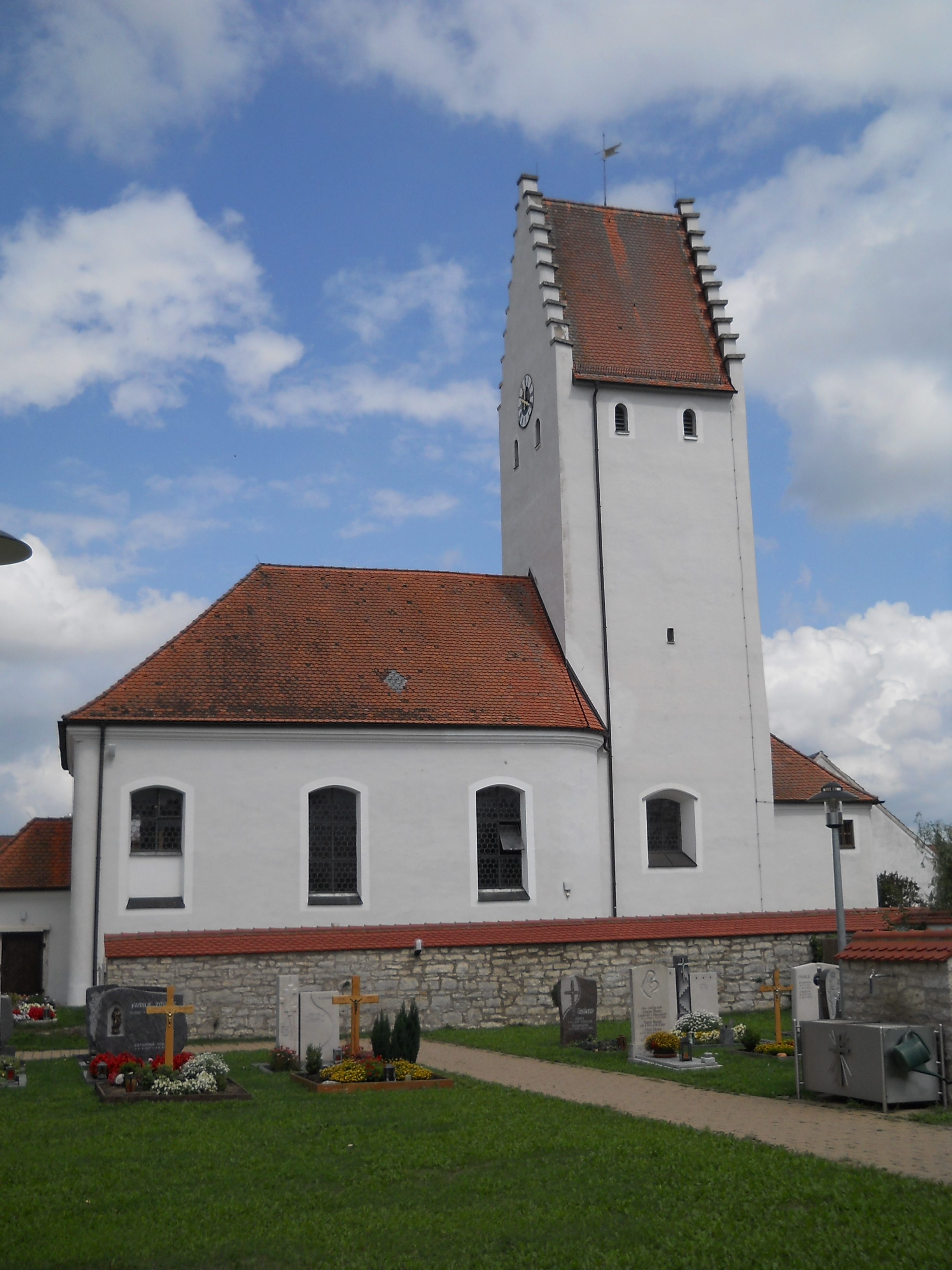
Pfarrkirche St. Ulrich in Kevenhüll

Kevenhüll gehörte wohl zur Urpfarrei Kottingwörth bzw. deren Frühmesse in Ottmaring; von einem Ottmaringer Pfarrwidum in Kevenhüll ist 1518 die Rede. Im späten Mittelalter war Kevenhüll eine Filiale von Beilngries, das wiederum dem Kloster Plankstetten inkorporiert war. 1864 wurde Kevenhüll eine eigenständige Pfarrei. Das Langhaus der Pfarrkirche mit Vorzeichen ist ein Barockbau von 1739/40 mit entsprechendem Stuck, mit zwei großen Deckengemälden sowie 16 medaillonförmigen Fresken von 1749, mit barocken Altären mit Schreinfiguren sowie mit barocker Kanzel. Die Zwingerummauerung des befestigten Friedhofs, von der noch Anfang des 17. Jahrhunderts die Kunde ist, besteht heute nicht mehr, der Friedhof ist nunmehr einfach ummauert; auch der einstige Torturm ist verschwunden. Der Kirchturm mit Treppengiebeln und Satteldach ist mittelalterlich, in ihm hängen vier Glocken, drei von 1950 und eine, die Ulrichsglocke, von 1689. – Die Pfarrei wird seelsorgerlich vom Kloster Plankstetten betreut.

## Vereine
- Katholische Landjugendbewegung Kevenhüll-Oberndorf
- Zweigverein des Katholischen Deutschen Frauenbundes
- Freiwillige Feuerwehr
- Jurabühne Kevenhüll
- Kriegerverein
- Schützenverein Jurahöhe
- Obst- und Gartenbauverein
- Waldgenossenschaft

## Haus Khevenhüller
Die Herkunft des österreichischen Adelsgeschlechts der Khevenhüller aus Kevenhüll gilt heute als wahrscheinlich und gesichert. 1030 soll ein Ritter Richard Kevenhüller nach Österreich gezogen sein. Im Zeitalter der Konfessionalisierung kamen die protestantischen Khevenhüller als sogenannte Exulanten von Kärnten aus ins fränkische Nürnberg.

## Persönlichkeiten
Ehrenbürgerin der einstigen Gemeinde Kevenhüll war seit 1967 Hella Prinzessin von Bayern, eine geborene von Khevenhüller-Metsch (1921–2017), damals Gattin von Konstantin Prinz von Bayern.